# Moustache (Twin Twin)
Moustache è un brano del trio Francese Twin Twin che ha rappresentato la Francia all'Eurovision Song Contest 2014 classificandosi all'ultimo posto con 2 punti.

## Descizione
La canzone anche se contiene una base strumentale orecchiabile e divertente la canzone offre una critica tagliente sul consumismo e  dell'insaziabile desiderio di più nella società moderna. 

## Video Musicale
Il video  per la canzone è stato rilasciato il 17 marzo 2014. Presenta il gruppo come concorrenti in un game show, dove il front men Lorent Idir che vuole disperatamente vincere un paio baffi nella competizione. Il video è stato diretto da Guillaume Coulpier di Extermitent Production.

## Classificheee
| Paese       | Posizione |
| ----------- | --------- |
| Austria     | 60°       |
| Francia     | 115°      |
| Germania    | 89°       |
| Irlanda     | 79°       |
| Svezia      | 53°       |
| Regno Unito | 89°       |